# CKEditor
CKEditor，舊稱FCKeditor，是一個專門使用在網頁上屬於開放原始碼的所見即所得文字編輯器。它志於輕量化，不需要太複雜的安裝步驟即可使用。它可和PHP、JavaScript、ASP、ASP.NET、ColdFusion、Java、以及ABAP等不同的程式語言相結合。「FCKeditor」名稱中的「FCK」 是這個編輯器的作者的名字Frederico Caldeira Knabben的縮寫。
FCKeditor 相容於絕大部分的網頁瀏覽器，像是：Internet Explorer 5.5+ (Windows)、Mozilla Firefox 1.0+、Mozilla 1.3+、Opera9.50+和Netscape 7+。
FCKeditor大概已经存在超过20年了。自从2003年它建立了一个强大的用户群体从而成为市场中用户最多的编辑器，累计超过7,500,000个用户下载。在2009年FCKeditor更名为CKEditor,为了让它成为下一代轻量级的解决方案：CKEditor 3.0

## 外部連結
官方資源
- Free Download FCKeditor（页面存档备份，存于）
- FCKeditor web site（页面存档备份，存于）
- Official documentation（页面存档备份，存于） (Wiki)
- SourceForge Forums
- SourceForge page（页面存档备份，存于）

非官方資源
- Tutoriales sobre FCKeditor（页面存档备份，存于） (Español)